# Smøla
Smøla – norweska gmina leżąca w regionie Møre og Romsdal. Znajduje się ona na wyspie Smøla oraz około 3000 mniejszych wysepek w jej pobliżu. Centrum administracyjnym jest wieś Hopen. Inne wsie to m.in. Dyrnes, Råket i Veiholmen.
Smøla jest 288. norweską gminą pod względem powierzchni, zajmując obszar 282 km² (w tym 271 km² lądu).

## Demografia
Według danych z roku 2005 gminę zamieszkuje 2195 osób. Gęstość zaludnienia wynosi 7,99 os./km². Pod względem zaludnienia Smøla zajmuje 322. miejsce wśród norweskich gmin.
| ludność stan na 1 stycznia 2005 |         |           |       |
|                                 | kobiety | mężczyźni | razem |
| osób                            | 1111    | 1084      | 2195  |
| %                               | 50,62%  | 49,38%    | 100%  |

| wykształcenie stan na 1 października 2004 |        |         |        |        |
|                                           | podst. | średnie | wyższe | niezn. |
| osób                                      | 562    | 1019    | 209    | 26     |
| %                                         | 30,95% | 56,11%  | 11,51% | 1,43%  |

## Edukacja
Według danych z 1 października 2004:
- liczba szkół podstawowych (norw. grunnskolar): 4
- liczba uczniów szkół podst.: 269

## Atrakcje turystyczne
- na północy Smøli znajduje się Veiholmen, które jest największą norweską wioską rybacką na południe od koła podbiegunowego[2].
- W gminie Smøla powstały dwa muzea: Muzeum Smøla obejmuje trzy budynki: plebania Rosvoll[3], XVIII wieczny budynek Sanden na Veiholmen[4] oraz raz stara szkoła w Ragnes[5] i Norweskie muzeum torfowisk[2].
- Na wyspie Kuli, położonej pomiędzy wyspami Edøy i Smøla koło Kristiansund znaleziono kamień runiczny z Kuli. W 1913 roku został on przeniesiony do Vitenskapsmuseet w Trondheim. Na miejscu ustawiono replikę[2].
- kościół Edøy, który pochodzi z końca XII wieku i jest jednym z najstarszych kościołów w Norwegii (rozbudowany w 1695 roku) można zwiedzać tylko w lipcu[2].

## Władze gminy
Według danych na rok 2011 administratorem gminy (norw. rådmann) jest Kirsten Stensø Skaget, natomiast burmistrzem (norw. ordfører, d. borgermester) jest Iver Gunnar Nordseth.